# Stamboom Jan III van Polanen (±1340-1394)
| Stamboom Jan III van Polanen (±1340-1394)          | Stamboom Jan III van Polanen (±1340-1394)                                                                                 | Stamboom Jan III van Polanen (±1340-1394)                                                                                 | Stamboom Jan III van Polanen (±1340-1394)                                                                                 | Stamboom Jan III van Polanen (±1340-1394)                                                                                 | Stamboom Jan III van Polanen (±1340-1394)                                                                                 | Stamboom Jan III van Polanen (±1340-1394)                                                                                 |
| -------------------------------------------------- | --- | --- | --- | --- | --- | --- |
| Grootouders                                        | Jan I van Polanen (±1285-1342) x 1322 Catharina van Brederode (1297-1372)                                                 | Jan I van Polanen (±1285-1342) x 1322 Catharina van Brederode (1297-1372)                                                 | Jan I van Polanen (±1285-1342) x 1322 Catharina van Brederode (1297-1372)                                                 | ? | ? | ? |
| Ouders                                             | Jan II van Polanen (±1324-1378) x 1335 Oda van Horne (1318-1353)                                                          | Jan II van Polanen (±1324-1378) x 1335 Oda van Horne (1318-1353)                                                          | Jan II van Polanen (±1324-1378) x 1335 Oda van Horne (1318-1353)                                                          | Jan II van Polanen (±1324-1378) x 1335 Oda van Horne (1318-1353)                                                          | Jan II van Polanen (±1324-1378) x 1335 Oda van Horne (1318-1353)                                                          | Jan II van Polanen (±1324-1378) x 1335 Oda van Horne (1318-1353)                                                          |
| Jan III van Polanen (±1340-1394) x Odilia van Salm | | | | | | |
| Kinderen                                           | Johanna van Polanen (1392-1445) x 1403 Engelbrecht I van Nassau (±1370/1380-1442)                                         | Johanna van Polanen (1392-1445) x 1403 Engelbrecht I van Nassau (±1370/1380-1442)                                         | Johanna van Polanen (1392-1445) x 1403 Engelbrecht I van Nassau (±1370/1380-1442)                                         | Johanna van Polanen (1392-1445) x 1403 Engelbrecht I van Nassau (±1370/1380-1442)                                         | Johanna van Polanen (1392-1445) x 1403 Engelbrecht I van Nassau (±1370/1380-1442)                                         | Johanna van Polanen (1392-1445) x 1403 Engelbrecht I van Nassau (±1370/1380-1442)                                         |
| Kleinkinderen                                      | Johan IV (±1410-1475) Hendrik II (1414-1451) Margaretha (1415-mei 1467) Willem (1416-?) Maria (1418-1472) Filips (1420-?) | Johan IV (±1410-1475) Hendrik II (1414-1451) Margaretha (1415-mei 1467) Willem (1416-?) Maria (1418-1472) Filips (1420-?) | Johan IV (±1410-1475) Hendrik II (1414-1451) Margaretha (1415-mei 1467) Willem (1416-?) Maria (1418-1472) Filips (1420-?) | Johan IV (±1410-1475) Hendrik II (1414-1451) Margaretha (1415-mei 1467) Willem (1416-?) Maria (1418-1472) Filips (1420-?) | Johan IV (±1410-1475) Hendrik II (1414-1451) Margaretha (1415-mei 1467) Willem (1416-?) Maria (1418-1472) Filips (1420-?) | Johan IV (±1410-1475) Hendrik II (1414-1451) Margaretha (1415-mei 1467) Willem (1416-?) Maria (1418-1472) Filips (1420-?) |